# 摩西与亚伦
摩西与亚伦（德語：Moses und Aron）是奥地利作曲家阿诺德·勋伯格的一部未完成十二音歌剧作品，取材自旧约的出埃及记。

## 作品背景
1903年完成交响诗《佩利亚斯与梅丽桑德》后勋伯格开始退出浪漫主义领域，他尝试用四度音程为基础来创作，当大型结构走到尽头之时，他则更大胆的放弃了调性。而勋伯格的这一创新并非一帆风顺，经过长期的努力，他终于开创出“替代调性”的十二音作曲法。在勋伯格的管弦五重奏（作品26号）中终于克服了无调性结构的老问题，《摩西与亚伦》便是随后出现的完整系列十二音作品中的一部。在两次大战期间，这部歌剧对非德语国家的影响极小，直到1957年，人们才给予这种新的音乐语言其应有的重视。

## 剧本大纲

### 第一幕
公元前十三世纪，在一片沙漠中，神的使者在荆棘的火焰中向摩西显现，摩西被选择成为一名先知，神赋予他使命，从埃及人的奴役下解救神的子民——受苦受难的以色列人。并且神令摩西的哥哥能言善辩的亚伦帮助他，作为他的口，向人们解释那些由他所领会的深奥的神的旨意，摩西告诉亚伦，爱是打开神秘语言的钥匙。当亚伦赞美神听他的祈祷并接受供品的时候，摩西警告他，说一个人的纯洁的思想是对于他祈祷的唯一报偿。
一对年轻的夫妇议论摩西曾杀了一个虐待奴隶的埃及士兵，那件事为以色列人带来了灾祸，现在他被选出来作为以色列人的领导，也许会带来更大的灾祸。另一个人则认为，一个单独的神将比埃及众多的神及法老的权力更强。摩西并不满意亚伦对于神的意图的解释，但要说服百姓相信他们的神却又十分困难。亚伦也反对摩西的坚持，他将摩西的手杖扔在地上，手杖变成一条毒蛇，亚伦说这显示了固执的意愿也能够灵活变化融通。当百姓问他这新的神将如何帮助他们对抗法老时，亚沦便向他们显示神迹，摩西伸出一只患有麻风病的手，当把这手放于胸口它立刻复原，因为神在心中。清澈的尼罗河水变成了鲜血，亚伦说这表明以色列人将不再流血，当水重又清澈，亚伦解释这是自由的信号。人们终于信服，他们抛弃了手铐脚链，逃入荒野，摩西对他们说，纯洁的思想将为他们提供他们所需之物。亚伦对他们保证说最后将到达一流着牛奶和蜂蜜的地方，人们发誓信奉这新的神。

### 第二幕
西奈山脚下，一大群人向亚伦询问为何摩西上山听神的训导久不归来，亚伦回答一旦摩西回来，他将带回神的戒律。但人们认为摩西是遭了什么不测，要求亚伦为他们作神像，来指引他们。为了安抚混乱的人群，亚伦要他们将身上的金饰收集起来交给他，他接过来投于火中，出现了一头金色的牛犊，他便说这就是领他们出埃及的神。人们便准备供品，甚至包括活祭。有一个反对祭拜金牛犊的年轻人被杀死，另外祭司们还奉献了四名少女。人们围着他们的偶像，疯狂的饮酒，彻夜跳舞唱歌，精疲力竭后大多数人躺在地上睡着了，只有一个负责守夜的人看到摩西归来。愤怒的摩西将金牛犊扔进火中，人们惊恐的四处躲藏。摩西责问亚伦，是什么使他陷百姓于这大罪之中。亚伦反而指责摩西疏远他们，把所有的爱都献给了神，但百姓也需要他的爱，并依靠这爱来维生。失望的摩西将神赐予的写着十誡的两块石板扔下山摔碎了，他知道要为这样违反神意崇拜偶像的罪付出代价。亚伦怪摩西摔碎了石板，他表示摩西的预言能够被人们接受是因为自己用心的解释。那时，夜晚的天空亮起了火柱，到了白日云柱出现。摩西认为那些柱子是些空虚的幻影，但亚伦则认为这是神迹，将指引他们走向那块被许诺之地。大多数人相信亚伦，随他离开，而他发现如果没有摩西的预言，词句或迹象都失去了意义，沮丧的呼喊：你的语言我没有！

### 第三幕
（作曲家没有为这幕谱曲，故实际演出时常常删去此幕）
摩西的人把亚伦抓回来，摩西责备他歪曲神的旨意，借助一些空虚的迹象培植希望。而亚伦坚持说摩西的预言对百姓来讲艰涩难懂，他们根本无法理解，只能加以比喻和解释。摩西认为这都是诡辩，他指出人们对于亚伦的敬重已超出了对于神的，那些迹象代替神的意愿来引导并指挥着以色列人，他们所信仰的不再是神而是一些奇异的愿望。说完，摩西命令士兵释放亚伦，但亚伦突然倒地死亡。对于那些在荒原中迷失方向的以色列人，摩西指出，只要心中有神，便能够走到终点。